# Palmitos (kommun)
Palmitos är en kommun i Brasilien.   Den ligger i delstaten Santa Catarina, i den södra delen av landet, 1 400 km söder om huvudstaden Brasília. Antalet invånare är 16 021.
Trakten runt Palmitos består till största delen av jordbruksmark. Runt Palmitos är det ganska glesbefolkat, med 21 invånare per kvadratkilometer.